# Monte Pavaglione
Il monte Pavaglione è una montagna dell'Appennino Ligure (nel Massiccio Savonese) che raggiunge gli 890 m s.l.m..

## Toponimo

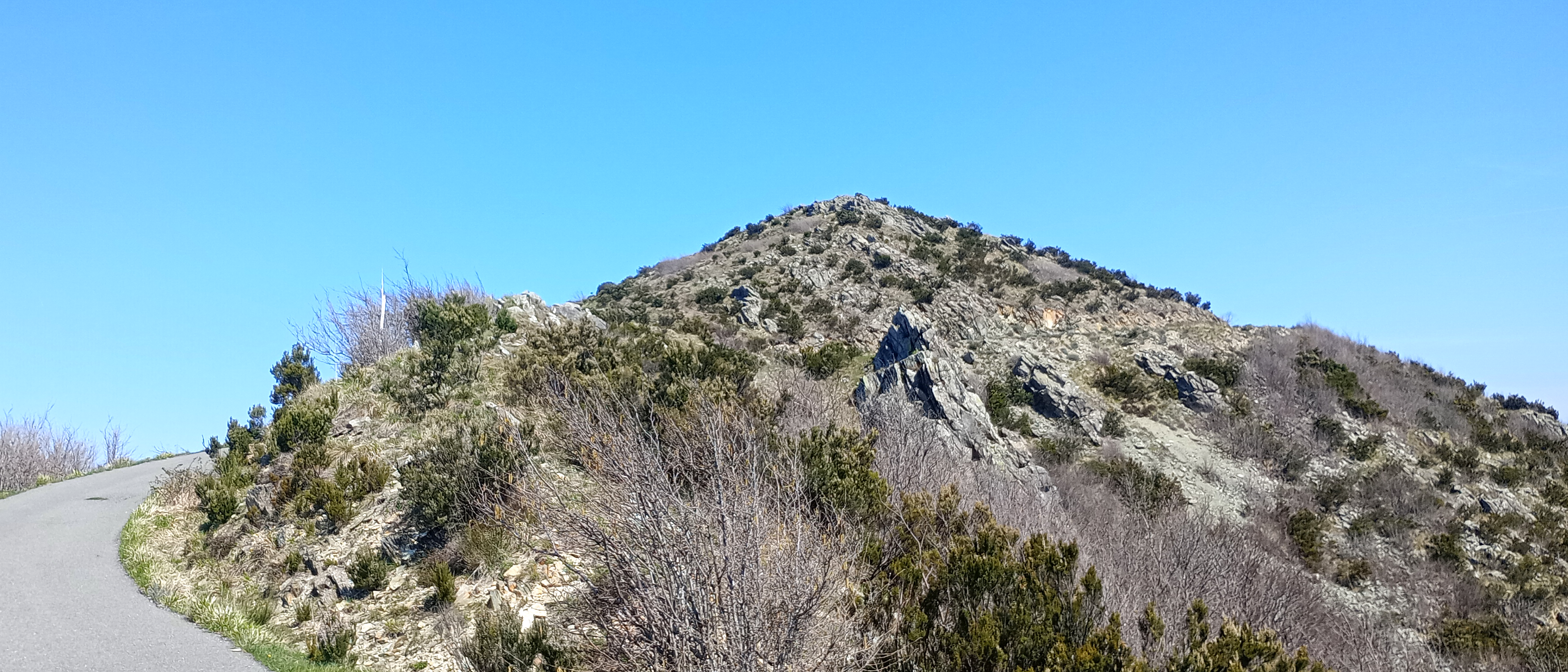
Il crinale sud con la stradina di servizio per Cà di Prai

Il monte veniva chiamato negli Statuti di Rossiglione del 1310 Montem Grossum (Monte Grosso in latino); con il tempo tale toponimo passò a designare le cascine che si trovano sul versante orientale della montagna, oggi divise in due gruppi di edifici denominati "Cascina Montegrosso Superiore" e "Cascina Montegrosso Inferiore". Il nome attuale di Monte Pavaglione verrebbe invece dal termine francese pavillon, e si riferirebbe anch'esso alla notevole mole del rilievo e alla somiglianza con la tozza forma di un padiglione.

## Descrizione

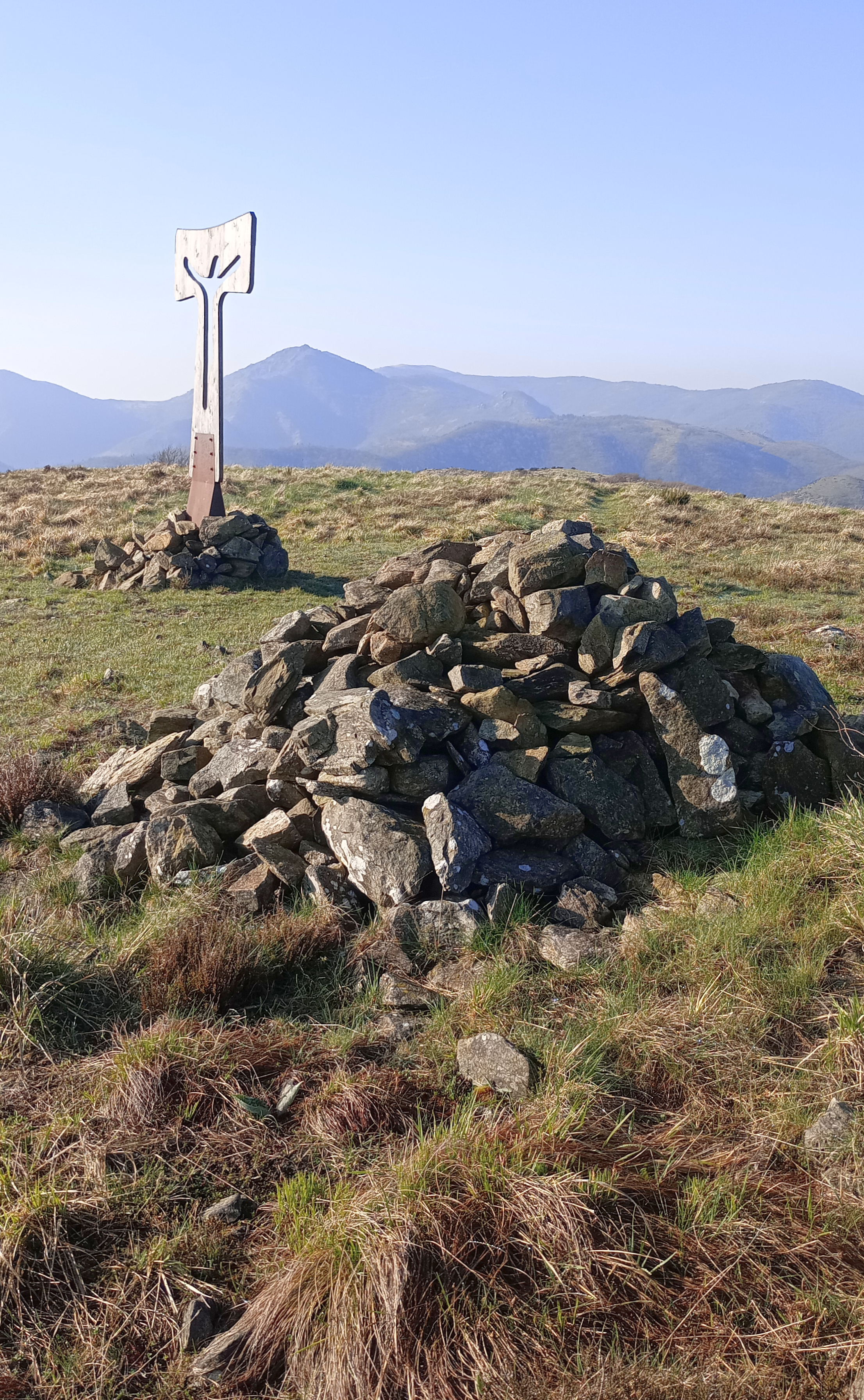
La vetta del monte

Il monte Pavaglione si trova sullo spartiacque tra il solco principale della valle Stura di Ovada e la breve valle del Rio Gargassa, un suo affluente in sinistra idrografica. In direzione nord il crinale si esaurisce sul fondovalle non lontano da Campo Ligure, mentre verso sud perde quota poi, dopo una ampia sella nei pressi della quale si trova Cà di Prai, risale in direzione del Monte Faiottu (902 m) connettendosi con lo spartiacque tra la valle Orba e la val Stura. Amministrativamente il Pavaglione è posto sul confine tra i comuni di Rossiglione (a ovest) e Campo Ligure. La prominenza topografica del monte è di 100 m. Dalla sua cima il panorama è molto vasto e comprende, oltre al vicino massiccio appenninico del Monte delle Figne, anche le Langhe e una vasta porzione dell'arco alpino. Al di là del Passo del Turchino si riesce inoltre a vedere un tratto di Mar Ligure.

## Accesso alla vetta
Una via abbastanza per salire a piedi alla cima parte da Campo Ligure passando per le case di Mongrosso. Sempre per sentiero il monte Pavaglione è collegato con il Bric  del Dente. Si tratta di percorsi escursionistici valutati di difficoltà E. D'inverno il Pavaglione può essere raggiunto con itinerari scialpinistici di difficoltà MS.

## Ambiente

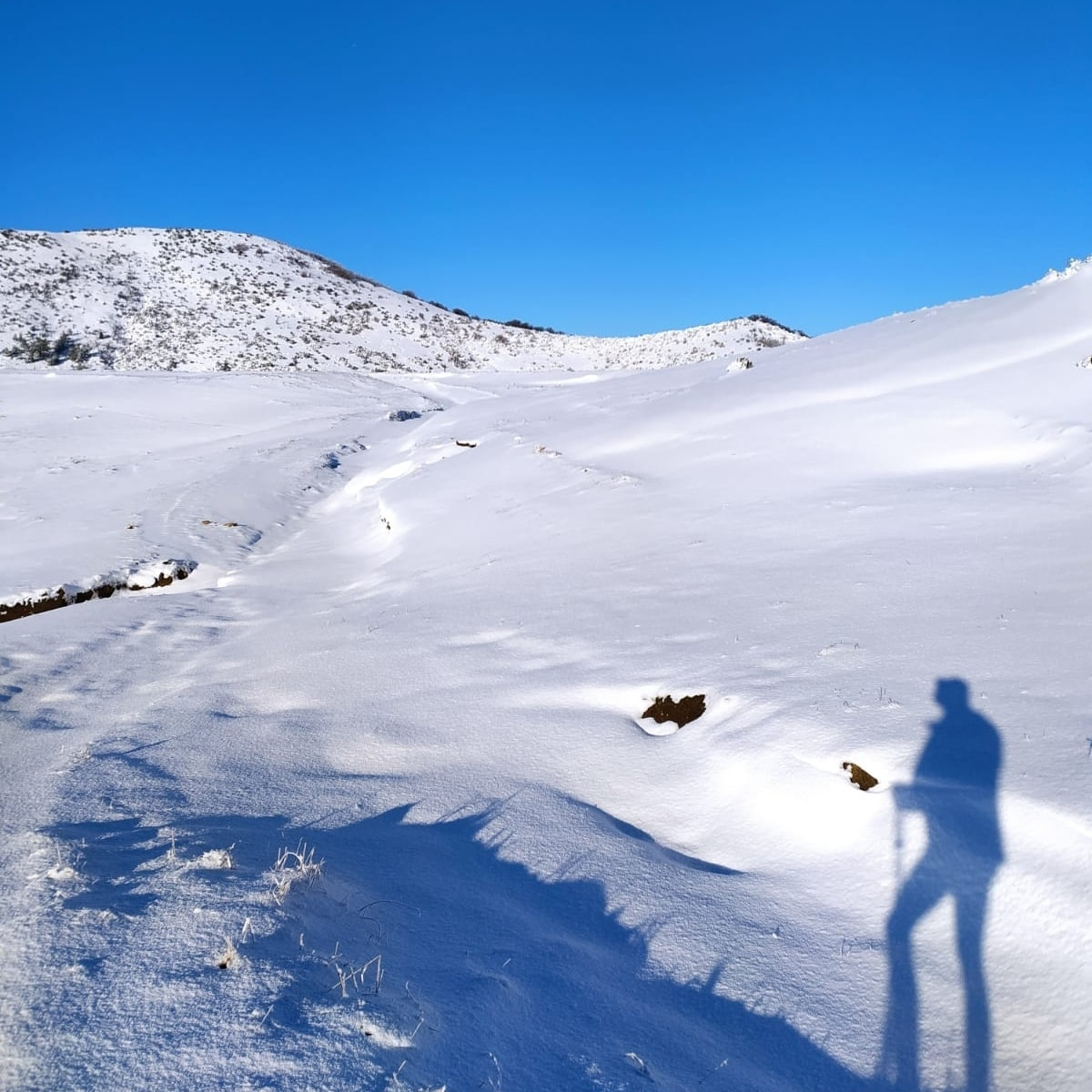
Il Pavaglione con la neve

La zona del Pavaglione è caratterizzata da precipitazioni piuttosto abbondanti e ben distribuite nel corso dell'anno. I sui suoli sono ricchi di sostanza organica e da contenuti relativamente bassi di fosforo e potassio biologicamente disponibili. Nei pressi della cima si trova un'area di circa 200 ettari destinata a pascolo sociale ad uso degli allevatori della zona, in particolare per i bovini. Vi sono presenti anche alcuni lupi, che sono stati protagonisti di episodi di predazione del bestiame. La zona ricade, oltre che nel del Parco naturale regionale del Beigua, anche in un SIC istituito dalla Regione Liguria nell'ambito della Direttiva 92/43/CEE (Direttiva Habitat) e designato inoltre come Zona Speciale di Conservazione, dal nome Beigua - Monte Dente - Gargassa - Pavaglione (cod. IT1331402).

## Bibliografia

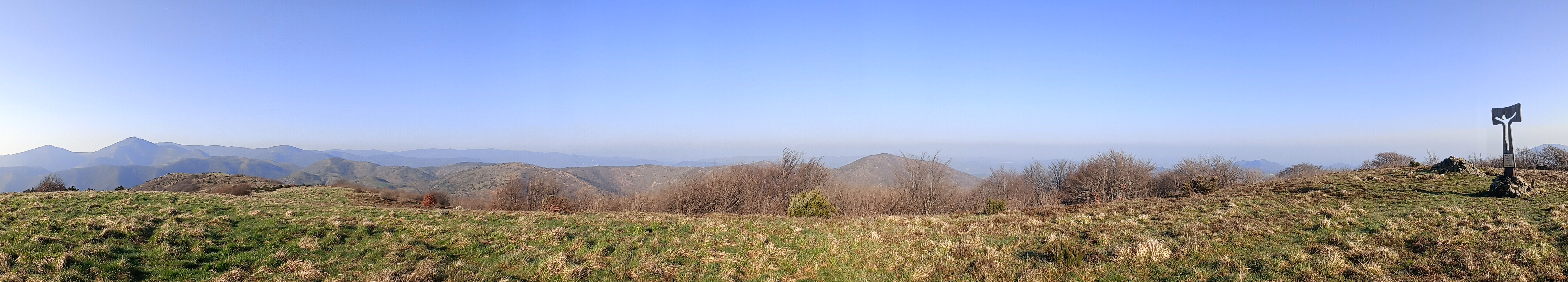
Vista verso sud-ovest, sulla sinistra il Bric del Dente